# Force Inc. Music Works
Force Inc. Music Works (oft auch kurz nur Force Inc. oder FIM genannt) war ein deutsches Plattenlabel im Bereich der elektronischen Musik. Auf Force Inc. erschienen zahlreiche stilprägende Veröffentlichungen von Künstlern wie Alec Empire, DJ Tonka und Ian Pooley (T'N'I, Space Cube), Hanin Elias, Biochip C., Wolfgang Voigt (Love Inc., Mike Ink, Strass), Ultrahigh, Dr. Walker, Cristian Vogel, Subsonic 808, Porter Ricks, DJ Rush, Welt In Scherben, Rob Acid, Mathias Schaffhäuser, Akufen und Vladislav Delay. Bis zur Einstellung des Labels im Jahre 2004 wurden über 200 Alben, Singles und EPs veröffentlicht.

## Geschichte
Force Inc. Music Works wurde im September 1991 von Achim Szepanski in Frankfurt am Main gegründet. Die Labelphilosophie war wesentlich von Underground Resistance geprägt, die ihre Arbeit auch immer als Statement gegen die von Major-Labels dominierte Musikindustrie verstanden und mit ihren Veröffentlichungen auch auf gesellschaftliche Missstände hinwiesen. Von Anfang an positionierte Szepanski das Label als politisch motivierten, gesellschaftskritischen und intellektuellen Gegenpol in der vermeintlich hedonistischen Technoszene. So erschienen mit Alec Empires SuEcide Pt.2 (FIM 029, 1992) und dem darauf enthaltenen Stück Hetzjagd (Auf Nazis!) oder der Compilation Destroy Deutschland! (FIM 034, 1993) Statements gegen die Anfang der 1990er Jahre wieder verstärkt aufkommenden rassistisch motivierten Ausschreitungen wie in Mölln, Rostock oder Hoyerswerda.
In Interviews bezog sich Szepanski oft auf poststrukturalistische Theorien und insbesondere auf das Werk Mille Plateaux des Philosophen Gilles Deleuze und des Psychoanalytikers Félix Guattari. Das 1994 ebenfalls von Achim Szepanski gegründete Label Mille Plateaux bezog seinen Namen und das Konzept direkt auch auf deren Idee der Rhizomatik. Szepanskis Ansatz und damit auch die Abgrenzung von Force Inc. zur restlichen Technoszene wurden aber auch immer wieder als „elitär“ und „zu akademisch“ kritisiert.
Die Veröffentlichungspolitik des Labels war stark auf musikalische Neuerungen ausgerichtet. So erschienen einige der ersten deutschen Veröffentlichungen in Bereichen wie Jungle, Hardcore Techno, Breakcore, IDM oder Clicks & Cuts auf Force Inc. oder dessen Sublabels.
1993 erschien der erste Teil der Compilation-Serie Rauschen, von der bis zum Jahr 2000 insgesamt 15 Folgen erschienen.
Die hundertste Veröffentlichung FIM 100 erschien als Dreifach-Vinyl-Compilation mit Tracks ausgewählter Force-Inc.-Künstler im Jahre 1996.
Zwischen 2000 und 2003 expandierte das Unternehmen noch in Nordamerika und Südeuropa und schloss eine Kooperation mit der spanischen Firma R.S.M. Nachdem der Vertrieb EFA im Jahr 2004 Konkurs anmeldete, musste auch Force Inc. aufgrund der entgangenen Einnahmen den Betrieb einstellen. Bereits Ende des gleichen Jahres gründete Szepanski mit Disco Inc. ein neues Force-Inc.-Sublabel in Berlin, auf dem bisher nur wenige Veröffentlichungen erschienen und das auch nicht mehr die Bedeutung von Force Inc. erreichte.
Nachdem der Gründer Achim Szepanski die Rechte am Namen zurückerhielt, erschienen wieder Veröffentlichungen. Szepanski starb im September 2024 im Alter von 67 Jahren.